# 杨林市镇
杨林市镇，是中华人民共和国湖北省荆州市松滋市下辖的一个乡镇级行政单位。

## 行政区划
杨林市镇下辖以下地区：
杨林市社区、农家峪村、官桥村、台山村、余公岭村、盘古山村、黄石岗村、大河北村、跑马岗村、向丰岭村、天鹅村、千工垱村、石龙桥村和刘家坪村。